# Antillea proclea
Antillea proclea is een vlinder uit de familie Nymphalidae. De wetenschappelijke naam van de soort is voor het eerst geldig gepubliceerd in 1847 door Edward Doubleday.